# Miguel Andreolo
Miguel Ángel Andreolo Frodella, también conocido como Michele Andreolo (Dolores, Uruguay, 6 de septiembre de 1912-Potenza, Italia, 15 de mayo de 1981) fue un futbolista ítalo-uruguayo de destacadas actuaciones durante la década de 1930, campeón sudamericano con el seleccionado uruguayo y campeón mundial con la selección italiana.

## Trayectoria
A nivel de clubes se inició en el Libertad. F.C de Dolores. Luego pasó al fútbol profesional, jugando en el Club Nacional de Football de Uruguay, donde fue campeón uruguayo en dos oportunidades. A los pocos años emigró al fútbol italiano. Allí se destacó durante varios años en el club Bolonia, donde obtuvo cuatro títulos de Serie A italiana, y también como titular absoluto de la selección italiana campeona del mundo en Francia 1938. Una vez culminada su etapa en el Bolonia, recaló en varios equipos italianos hasta retirarse de la actividad futbolística en 1950.
Falleció el 15 de mayo de 1981 en Potenza, Italia.

## Selección

### Uruguaya

#### Participaciones en Copa América
| Copa              | Sede | Resultado | Partidos |
| ----------------- | ---- | --------- | -------- |
| Copa América 1935 | Perú | Campeón   | 0        |

### Italiana
Fue internacional con la Selección italiana en 26 ocasiones, marcando un gol.

#### Participaciones en Copa del Mundo
| Copa                | Sede    | Resultado | Partidos | Goles |
| ------------------- | ------- | --------- | -------- | ----- |
| Copa del Mundo 1938 | Francia | Campeón   | 4        | 0     |

## Clubes
| Club     | País    | Año         |
| -------- | ------- | ----------- |
| Nacional | Uruguay | 1932 - 1935 |
| Bologna  | Italia  | 1935 - 1943 |
| Lazio    | Italia  | 1943 - 1944 |
| Napoli   | Italia  | 1945 - 1948 |
| Catania  | Italia  | 1948 - 1949 |
| Forlì    | Italia  | 1949 - 1950 |

## Palmarés

### Campeonatos nacionales
| Título             | Club     | País    | Año     |
| ------------------ | -------- | ------- | ------- |
| Primera División   | Nacional | Uruguay | 1933    |
| Primera División   | Nacional | Uruguay | 1934    |
| Torneo Competencia | Nacional | Uruguay | 1934    |
| Torneo de Honor    | Nacional | Uruguay | 1935    |
| Serie A            | Bologna  | Italia  | 1935-36 |
| Serie A            | Bologna  | Italia  | 1936-37 |
| Serie A            | Bologna  | Italia  | 1938-39 |
| Serie A            | Bologna  | Italia  | 1940-41 |
| Serie C            | Catania  | Italia  | 1948-49 |

### Copas internacionales
| Título         | Equipo             | Sede    | Año  |
| -------------- | ------------------ | ------- | ---- |
| Copa América   | Selección uruguaya | Perú    | 1935 |
| Copa del Mundo | Selección italiana | Francia | 1938 |

Otros logros:
- Tercer lugar en el Campeonato Uruguayo 1932, con Nacional.
- Subcampeón del Campeonato Uruguayo 1935, con Nacional.
- Subcampeón del Campeonatos Italiano 1939-40, con Bologna.

### Distinciones individuales
- Parte del Equipo de las Estrellas del Mundial 1938, con Italia.